# Si Tianfeng

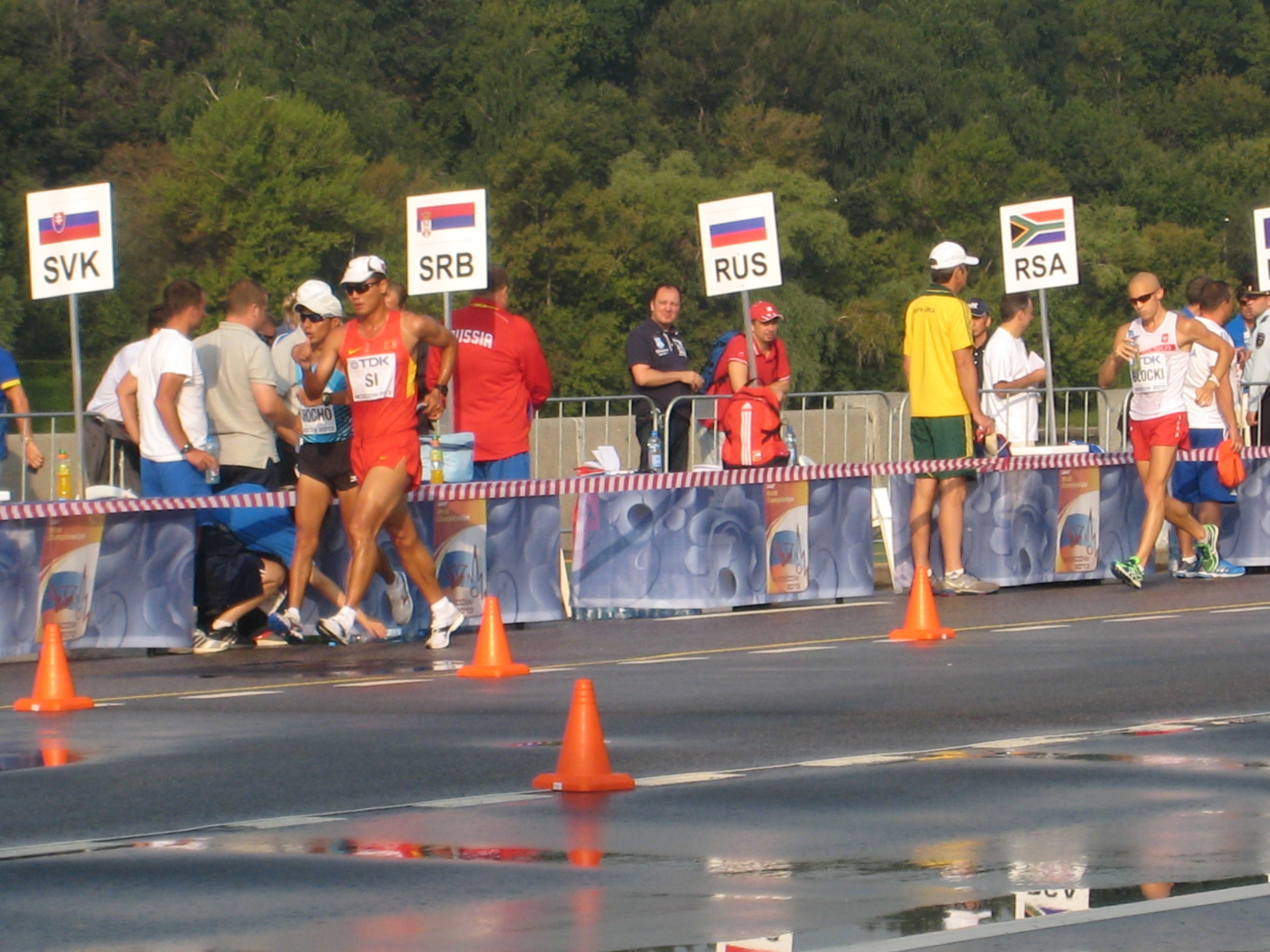
Si Tianfeng (im roten Trikot) 2013 in Moskau

Si Tianfeng (chinesisch 司 天峰, Pinyin Sī Tiānfēng; * 17. Juni 1984 in Xintai) ist ein chinesischer Geher.
Im 50-km-Gehen kam er bei den Olympischen Spielen 2008 in Peking auf den 17. Platz. 2010 siegte er bei den Asienspielen in Guangzhou, und im Jahr darauf wurde er nach der Disqualifizierung des russischen Dopingsünders Sergei Bakulin Dritter bei den Weltmeisterschaften 2011 in Daegu.
2012 gewann er bei den Olympischen Spielen in London die Bronzemedaille. Nach der Disqualifizierung des russischen Goldmedaillengewinners Sergei Alexandrowitsch Kirdjapkin, der wegen Auffälligkeiten in seinem Biologischen Pass 2015 rückwirkend gesperrt wurde, erhielt Si Tianfeng Silber.
Bei den Weltmeisterschaften 2013 in Moskau erreichte er nicht das Ziel.

## Persönliche Bestzeiten
- 20-km-Gehen: 1:20:05 h, 23. April 2005, Cixi
- 50-km-Gehen: 3:37:16 h, 11. August 2012, London